# Подградина (Сливно)
43°01′ пн. ш. 17°34′ сх. д. / 43.01° пн. ш. 17.56° сх. д.
Подградина (хорв. Podgradina) — населений пункт у Хорватії, у Дубровницько-Неретванській жупанії у складі громади Сливно.

## Населення
Населення за даними перепису 2011 року становило 227 осіб.
Динаміка чисельності населення поселення: